# جيم غافيجان
جيم غافيجان (بالإنجليزية: Jim Gaffigan)‏ مواليد 7 يوليو 1966 في إلجين، هو ممثل أمريكي درس في جامعة بيردو وجامعة جورجتاون.

## الأعمال

### أفلام
- ثلاثة ملوك (1999)
- سوبر تروبرس (2001)
- 13 أصبحت 30 (2004)
- غورو الحب (2008)
- 17 مرة أخرى (2009)
- مختبر (2015)
- سوبر تروبرس 2 (2018)
- فندق ترانسلفانيا 3 (2018)
- بط بط إوز (2018)

### مسلسلات
- القانون والنظام: الوحدة الخاصة للضحايا (2001)
- الجنس والمدينة (2001) (بدور: دوغ)
- القانون والنظام: النية الإجرامية (2002)
- هوب وفيث (2003) (بدور: براد)
- إد (2003)
- عرض السبعينات ذاك (2003) (بدور: روي كين)
- بورتلانديا (2012) (بدور: دونالد)
- برغر بوب (2013)
- نجمة ضد قوى الشر (2015)
- كيمي شميت القوية (2017)

## وصلات خارجية
- جيم غافيجان على موقع IMDb (الإنجليزية)
- جيم غافيجان على موقع روتن توميتوز (الإنجليزية)
- جيم غافيجان على موقع ميوزك برينز (الإنجليزية)
- جيم غافيجان على موقع قاعدة بيانات برودواي على الإنترنت (الإنجليزية)
- جيم غافيجان على موقع قاعدة بيانات الأفلام السويدية (السويدية)
- جيم غافيجان على موقع إن إن دي بي (الإنجليزية)
- جيم غافيجان على موقع ديسكوغز (الإنجليزية)
- جيم غافيجان على موقع قاعدة بيانات الفيلم (الإنجليزية)
- الموقع الرسمي